# Hamoud Cola
Hamoud Cola est une boisson de l'entreprise algérienne Hamoud Boualem. Il s'agit d'un cola alternatif lancé en 2020 durant la pandémie de Covid-19,.